# Conservatoire de musique de Melbourne
Le Conservatoire de musique de Melbourne (Melbourne Conservatorium of Music) est l'école de musique de l'université de Melbourne, en  Australie.
Situé près du centre-ville de Melbourne sur le campus Southbank de l'université de Melbourne, le conservatoire fait partie de la Faculté des beaux-arts et de la musique.

## Enseignement
Des programmes diplômants spécialisés dans l'interprétation musicale, la composition, la musicologie, l'ethnomusicologie, la composition interactive, le jazz et l'improvisation, la direction d'orchestre, la pédagogie et la musicothérapie sont dispensés au conservatoire, qui gère également un studio de musique ancienne et supervise la maison d'édition Lyrebird Press. Le conservatoire offre des programmes d'études supérieures comprenant des certificats et des diplômes, ainsi que des bourses de recherche et de cours aux niveaux de la maîtrise et du doctorat.

## Histoire
L'enseignement de la musique à l'université de Melbourne a été entrepris sous un certain nombre de structures administratives. La première attribution d'un diplôme en musique (un baccalauréat en musique) a été enregistrée en 1879 et la première chaire de musique, dotée par Francis Ormond (en) et connue sous le nom de Ormond Professor of Music, est occupée à partir de 1891, même si elle n'était pas encore un département ou une faculté de musique de l'université.
Grâce aux efforts de George Marshall-Hall (en), premier professeur Ormond, l'University Conservatorium est fondé en 1894. Il occupe des locaux loués dans le Queen's Coffee Palace, un bâtiment de six étages s'élevant au coin des rues Rathdowne et Victoria. La première pierre d'un Conservatoire permanent à Royal Parade, sur le campus de l'université, est posée par Dame Nellie Melba le 26 novembre 1909, et le bâtiment, conçu par  Bates, Peebles & Smart (en), est inauguré en 1913. Aidé par un don de 1 000 £ d'un concert-bénéfice organisé par Nellie Melba qui est égalé par le gouvernement de l'État de Victoria, la salle de concert maintenant connue sous le nom de Melba Hall est ajoutée et ouverte le 29 octobre 1913 par le gouverneur général, Lord Denman.
Le Conservatorium est devenu la Faculté de musique de l'université de Melbourne en 1926 et le premier doyen est nommé. Cette structure administrative est établie pour les 65 années suivantes.

## Ormond Professor of Music
- G.W.L. Marshall-Halll (en), 1891–1900
- Franklin Peterson, 1901–1914
- G.W.L. Marshall-Halll (en), 1915
- William Laver, 1915–1925
- Sir Bernard Heinze, 1926–1957
- George Loughlin, 1958–1979
- Michael Brimer, 1980–1989
- Warren Bebbington, 1991–2008
- Gary E. McPherson, 2009–présent